# Iva Janzurová
Iva Janzurová, född 19 maj 1941 i Žirovnice, är en tjeckisk skådespelare. Hon studerade vid Divadelní fakulta Akademie där hon tog examen 1963. 1964 blev hon fast medlem i ensemblen vid Vinohrady-teatern. Sedan 1988 är hon fast medlem i ensemblen vid Nationalteatern. Sedan 1960 har hon medverkat i långt över 200 tjeckiska filmer och TV-produktioner.

## Filmografi, urval
- 1965 – Das Haus in der Karpfengasse
- 1967 – Svatba jako řemen
- 1968 – Pension pro svobodné pány
- 1969 – Světáci
- 1971 – Pane, vy jste vdova!
- 1972 – Morgiana
- 1976 – Marečku, podejte mi pero!
- 1980 – Arabela (TV-serie)